# RCモデルプレーンズ
『RCモデルプレーンズ』とは株式会社CLASSIX MEDIAが刊行するラジコン飛行機やラジコンヘリ（無線操縦模型）の雑誌である。

## 概要
「プレミアムビギナーに役に立ち、カムバックユーザーにとってわかりやすい誌面」というコンセプトを軸にマニアにとってもより魅力的なビジュアルと情報を掲載している。
動きのある大きめの写真カット構成やほぼ毎号DVDが付録としてついており、誌面では伝わりづらい臨場感を表現しているのが特徴。
ラジコン飛行機がどのような原理で飛んでいるかの説明や巻末の用語百科事典など初心者に分かりやすい構成となっている為、コンセプトの通り初心者とカムバックユーザーから「ラジコン飛行機・ラジコンヘリ業界への登竜門雑誌」として人気を博している。
マニア向けには新製品情報や編集部から注目を浴びている機体を紹介する「注目のモデル探訪」など、どのレベルのユーザーが見ても楽しめる誌面構成となっている。